# Mr. Sunshine (serie televisiva 2011)
Mr. Sunshine è una serie televisiva statunitense del 2011, creata, prodotta e interpretata da Matthew Perry. È andata in onda dal 9 febbraio al 6 aprile 2011 su ABC. In Italia la serie è stata trasmessa a partire dal 27 novembre 2011 su Cielo.
La serie è stata cancellata dalla ABC il 13 maggio 2011, dopo la fine della prima stagione.

## Trama
Ben Donovan, direttore operativo dell'arena Sunshine Center a San Diego, decide di rivalutare la sua vita, dopo che la fidanzata Alice lo lascia il giorno del suo quarantesimo compleanno. Inoltre deve vedersela con le insolite esigenze del suo lavoro e del suo capo, Crystal Cohen.

## Episodi
| Stagione       | Episodi | Prima TV USA | Prima TV Italia |
| -------------- | ------- | ------------ | --------------- |
| Prima stagione | 13      | 2011         | 2011-2013       |

## Personaggi e interpreti
- Ben Donovan (stagione 1), interpretato da Matthew Perry e doppiato da Massimo De Ambrosis.
- Crystal Cohen (stagione 1), interpretata da Allison Janney e doppiata da Laura Boccanera.
- Alonzo (stagione 1), interpretato da James Lesure e doppiato da Roberto Gammino.
- Roman Cohen (stagione 1), interpretato da Nate Torrence e doppiato da Simone Crisari.
- Alice (stagione 1), interpretata da Andrea Anders e doppiata da Eleonora De Angelis.
- Heather (stagione 1), interpretata da Portia Doubleday e doppiata da Virginia Brunetti.